# Munna arcacauda
Munna arcacauda là một loài chân đều trong họ Munnidae. Loài này được Teodorcyzk & Waegele miêu tả khoa học năm 1994.